# Bharagonalia perakensis
Bharagonalia perakensis är en insektsart som först beskrevs av William Lucas Distant 1908.  Bharagonalia perakensis ingår i släktet Bharagonalia och familjen dvärgstritar. Inga underarter finns listade i Catalogue of Life.